# La Quinta Classic 1985
Il La Quinta Classic 1985, noto come Pilot Pen Classic per motivi di sponsorizzazione, è stato un torneo di tennis giocato sul cemento. È stata la 12ª edizione del Torneo di Indian Wells e faceva parte del Nabisco Grand Prix 1985. Il torneo si è giocato a La Quinta in California, dal 18 al 24 febbraio 1985.

## Campioni

### Singolare
Larry Stefanki ha battuto in finale  David Pate con il punteggio di 6–1, 6–4, 3–6, 6–3.

### Doppio
Heinz Günthardt /  Balázs Taróczy hanno battuto in finale  Ken Flach /  Robert Seguso con il punteggio di 7–6, 7–5.